# Eugen Drollinger
Eugen Drollinger (* 31. August 1858 in Heidelberg; † 23. Oktober 1930 in München) war ein deutscher Architekt und bayerischer Baubeamter.

## Leben
Nach dem Besuch des Gymnasiums in Heidelberg studierte Drollinger am Polytechnikum Stuttgart und an der Technischen Hochschule München.
Tätig im Hofbaubüro für die Königsschlösser stieg er bis zum Hofoberbaurat auf und war der letzte Architekt König Ludwigs II. Er war unter anderem mit Ausbauten an Schloss Neuschwanstein beschäftigt und entwarf 1885 eine Erweiterung des königlichen Schlafzimmers für Schloss Linderhof. Der von ihm projektierte Neuaufbau des 1883 von Ludwig als Ruine erworbenen Schlosses Falkenstein wurde nach dem Tod des Königs nicht mehr ausgeführt. 1896 wurde Drollinger mit der Bauleitung der unvollendeten Königsschlösser beauftragt. Nach 1918 stand er in gleicher Eigenschaft im Dienst der Verwaltung des ehemaligen Kronguts.
Neben diesen dienstlichen Tätigkeiten arbeitete Drollinger auch für private Auftraggeber, so entstanden z. B. Wohnhäuser und Corpshäuser für Studentenverbindungen. Letzte Projekte Drollingers lassen sich für 1929 nachweisen.

## Bauten

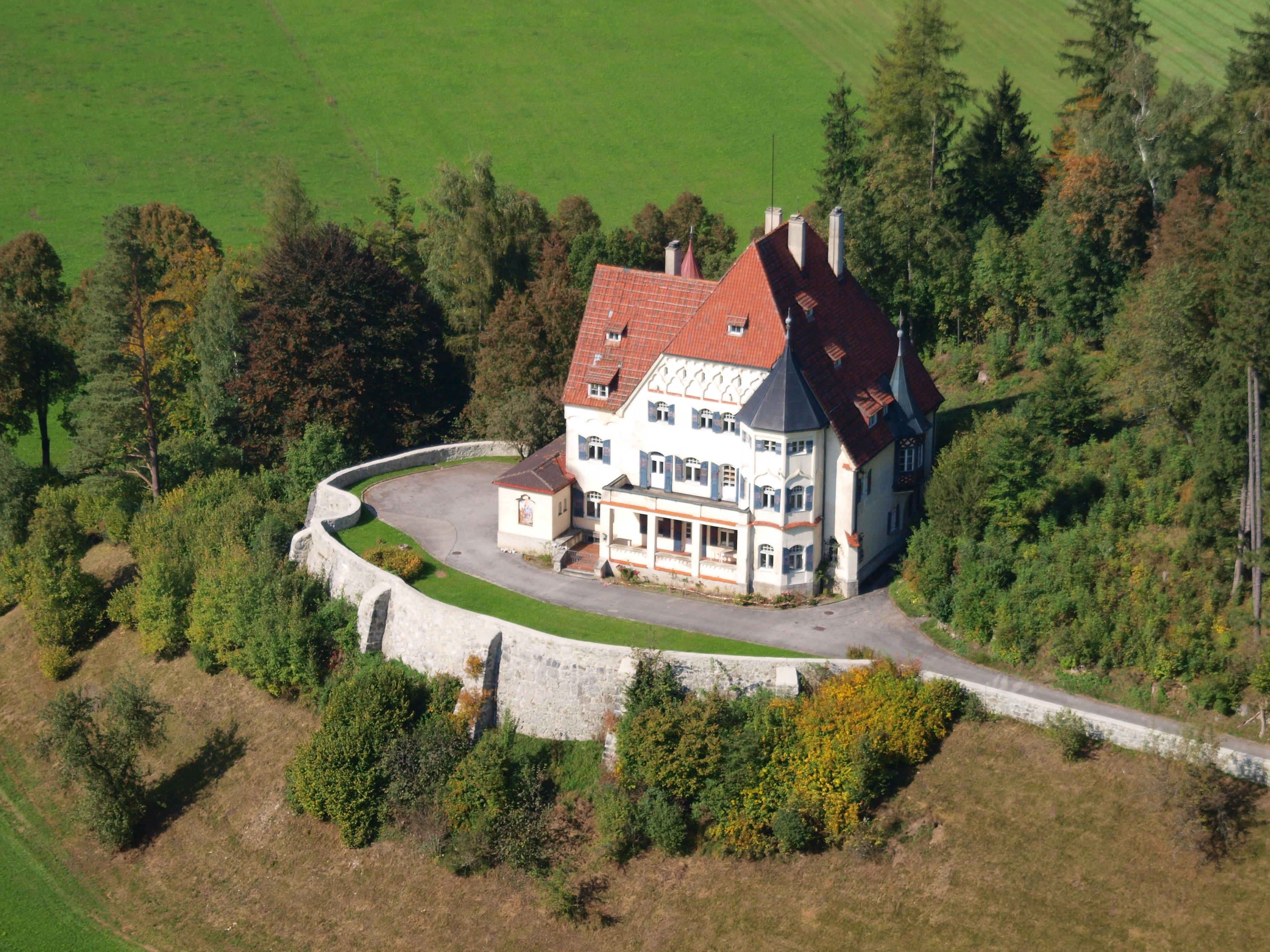
Schloss Bullachberg

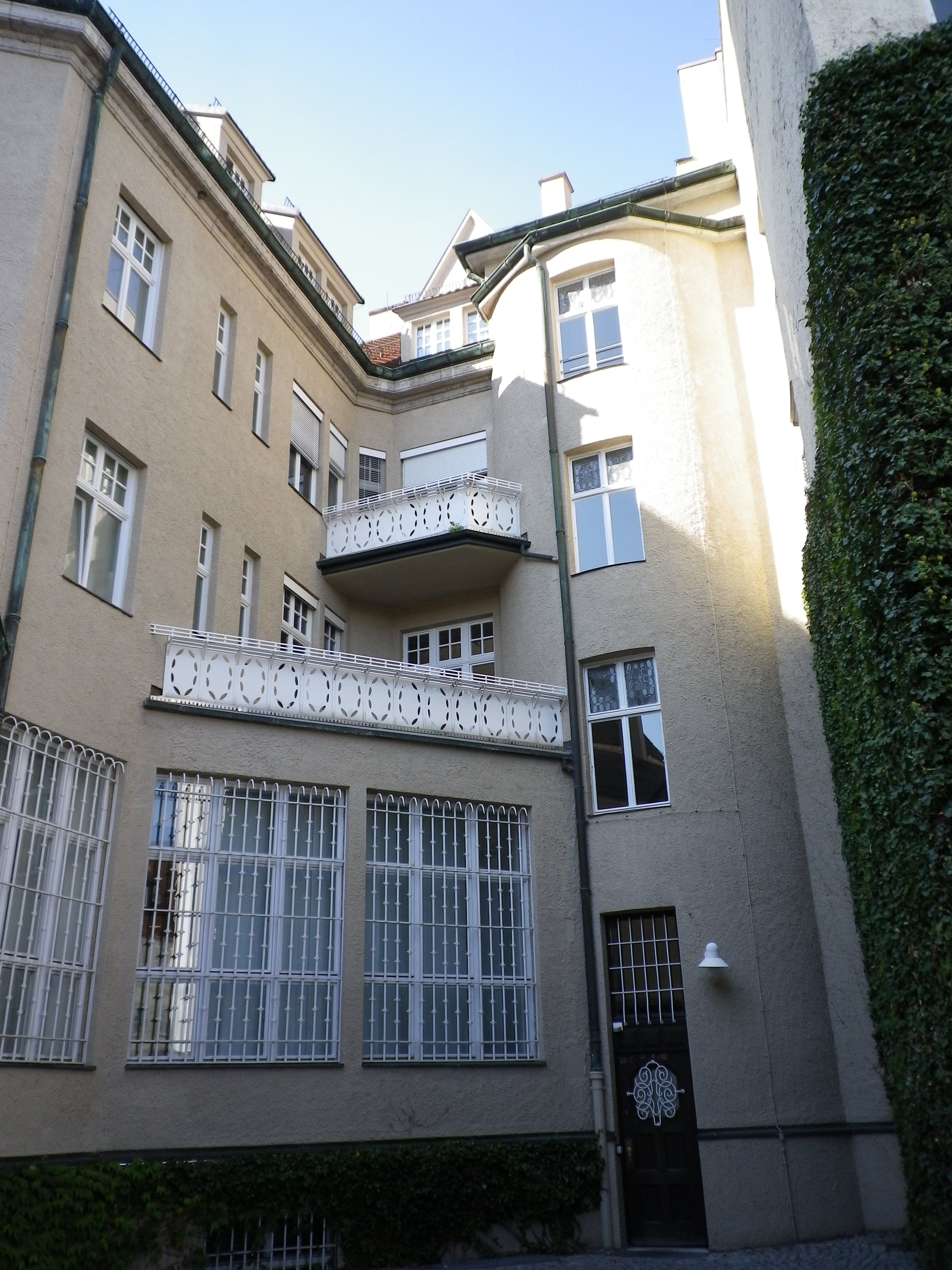
Hof des Hauses Ludwigstraße 6 in Ingolstadt

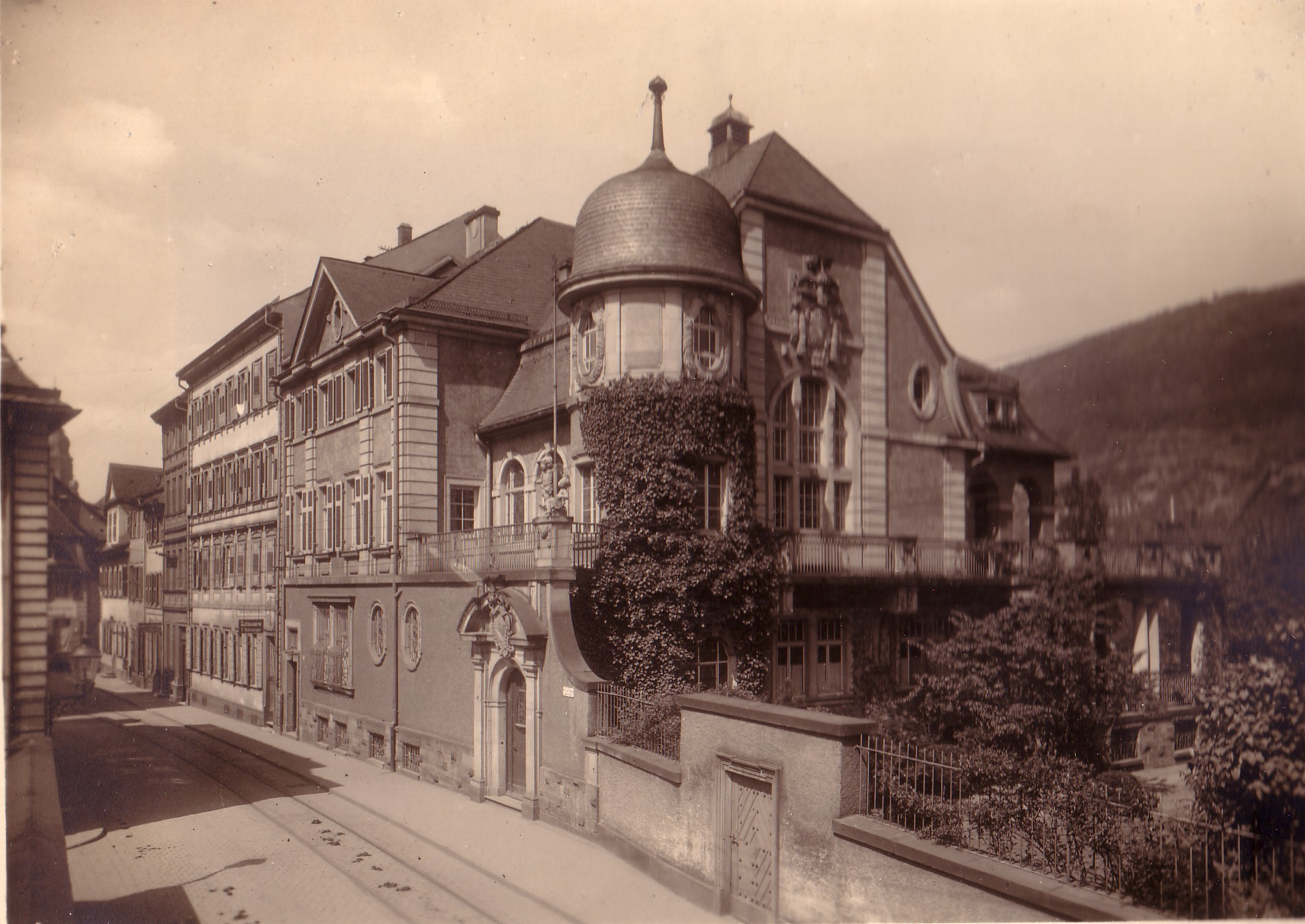
Corpshaus der Rhenania in Heidelberg (um 1920)

- 1900–1901: Haus des Corps Isaria in München, Maria-Theresia-Straße 2 (zerstört)
- 1901: Landhaus in Pöcking (heute Villa Habsburg)
- 1902: Villa Rothmund in Miesbach
- 1902: Haus des Corps Palatia in München, Reitmorstraße 28 (zerstört)
- 1902: Schlossgut Staudach
- 1903: Erweiterung des Gasthofs zur Linde auf der Fraueninsel, Frauenchiemsee Nr. 1
- 1903–1905: Villa Bergmann in Feldafing (unter Denkmalschutz)
- 1905: Schloss Bullachberg für den Münchner Unternehmer Emil Papenhagen (1927 in Besitz von Raphael Rainer von Thurn und Taxis)
- 1906: Bankgebäude für die Königliche Filialbank in Aschaffenburg, Weißenburger Straße 26[1]
- 1907–1908: Bankgebäude in Ingolstadt, Ludwigstraße 6 (unter Denkmalschutz)
- 1908: evangelische Christuskirche beim Staatsbad Brückenau (der Grabeskirche in Jerusalem nachempfunden)
- 1908: katholische Kirche St. Marien beim Staatsbad Brückenau
- 1908: Bankgebäude für die Königliche Filialbank in Schweinfurt
- 1909: Villa für Ludwig Freiherr von Gumppenberg-Pöttmes-Oberprennberg in München-Bogenhausen, Poschingerstraße 2 (unter Denkmalschutz)
- 1909: Haus des Corps Rhenania in Heidelberg[2]
- 1910: Mehrfamilienwohnhaus in München-Bogenhausen, Kufsteiner Platz 1, genannt „Dianahaus“
- 1910: Neugestaltung des Kurgartens mit neuem Gradierhaus in Bad Reichenhall
- 1910–1911: Bankgebäude für die Königliche Filialbank in Kaiserslautern (heute Bayerische Vereinsbank; unter Denkmalschutz)
- 1912–1913: Trink- und Wandelhalle in Bad Reichenhall (unter Denkmalschutz)